# Phaonia trimaculata
Phaonia trimaculata är en tvåvingeart som först beskrevs av Bouche 1834.  Phaonia trimaculata ingår i släktet Phaonia och familjen husflugor. Arten är reproducerande i Sverige. Inga underarter finns listade i Catalogue of Life.